# Powiat Saihaku
Powiat Saihaku (jap. 西伯郡 Saihaku-gun) – powiat w Japonii, w prefekturze Tottori. W 2021 roku liczył 39 938 mieszkańców.

## Miejscowości i wsie
- Daisen
- Hiezu
- Hōki
- Nanbu

## Historia[2][3]

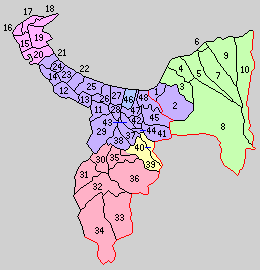
Powiat Saihaku (1–48; 1896 r.)

- Powiat został założony 1 kwietnia 1896 roku w wyniku połączenia powiatów Aseri (1 miejscowość, 9 wiosek) oraz Aimi (2 miejscowości, 35 wiosek)[4].
- 18 marca 1899 – wioska Mikuriya zdobyła status miejscowości. (4 miejscowości, 44 wioski)
- 1 lutego 1912 – w wyniku połączenia wiosek Ōji, Kohōchi i Yawata powstała wioska Kasuga. (4 miejscowości, 42 wioski)
- 10 września 1926 – część wsi Narumi została włączona w teren miejscowości Yonago.
- 1 kwietnia 1927 – miejscowość Yonago zdobyła status miasta. (3 miejscowości, 42 wioski)
- 25 września 1935 – wioska Sumiyoshi została włączona w teren miasta Yonago. (3 miejscowości, 41 wiosek)
- 15 lipca 1936 – wioska Kuzumo została włączona w teren miasta Yonago. (3 miejscowości, 40 wiosek)
- 17 marca 1938 – wioski Kamo, Fukuike i Fukuyone zostały włączone w teren miasta Yonago. (3 miejscowości, 37 wiosek)
- 1 listopada 1947 – wioska Tonoe zdobyła status miejscowości. (4 miejscowości, 36 wiosek)
- 1 października 1953 – wioski Shōtoku i Gosengoku zostały włączone w teren miasta Yonago. (4 miejscowości, 34 wioski)
- 1 kwietnia 1954 – w wyniku połączenia miejscowości Mikuriya oraz wiosek Shōnai, Nawa i Kōtoku powstała miejscowość Nawa. (4 miejscowości, 31 wiosek)
- 1 czerwca 1954 – wioski Hikona, Sakitsu, Ōshinozu, Wada, Tomimasu, Yomi, Iwao oraz Narumi zostały włączone w teren miasta Yonago. (4 miejscowości, 23 wioski)
- 10 sierpnia 1954 – w wyniku połączenia miejscowości Tonoe i Sakai oraz wiosek Watari, Agarimichi, Amariko i Nakahama powstała miejscowość Sakaiminato. (3 miejscowości, 19 wiosek)
- 30 marca 1955 – w wyniku połączenia wiosek Amatsu, Ōkuni, Hosshōji, Kaminagata i Higashinagata powstała miejscowość Saihaku. (4 miejscowości, 14 wiosek)
- 31 marca 1955: (5 miejscowości, 12 wiosek)
  - wioska Ōhata i część wsi Hatasato połączyły się z wioską Yagō (z powiatu Hino) tworząc miejscowość Kishimoto.
  - pozostała część Hatasato została włączona w teren wioski Tema.
- 25 kwietnia 1955 – w wyniku połączenia wiosek Tema i Kano powstała miejscowość Aimi. (6 miejscowości, 10 wiosek)
- 1 września 1955: (7 miejscowości, 6 wiosek)
  - wioska Tokorogo i część wsi Kōrei połączyły się tworząc miejscowość Daisen.
  - miejscowość Yodoe powiększyła się o teren wiosek Yamato, Udagawa i pozostałej części wsi Kōrei.
- 3 listopada 1955 – miejscowość Daisen powiększyła się o teren wioski Daisen. (7 miejscowości, 5 wiosek)
- 1 kwietnia 1956 – miejscowość Sakaiminato zdobyła status miasta. (6 miejscowości, 5 wiosek)
- 10 lipca 1056 – wioska Kasuga została włączona w teren miejscowości Yonago. (6 miejscowości, 4 wioski)
- 1 stycznia 1957 – w wyniku połączenia wiosek Agata i Ōtaka powstała miejscowość Hakusen. (7 miejscowości, 2 wioski)
- 31 marca 1957 – w wyniku połączenia wioski Ōsaka i wioski Nakayama (z powiatu Tōhaku) powstała miejscowość Nakayama. (8 miejscowości, 1 wioska)
- 1 kwietnia 1968 – miejscowość Hakusen została włączona w teren miejscowości Yonago. (7 miejscowości, 1 wioska)
- 1 października 2004 – w wyniku połączenia miejscowości Saihaku i Aimi powstała miejscowość Nanbu. (6 miejscowości, 1 wioska)
- 1 stycznia 2005 – w wyniku połączenia miejscowości Kishimoto i Mizokuchi powstała miejscowość Hōki. (6 miejscowości, 1 wioska)
- 28 marca 2005 – miejscowość Daisen powiększyła się o teren miejscowości Nakayama i Nawa. (4 miejscowości, 1 wioska)
- 31 marca 2005 – miejscowość Yodoe została włączona w teren miejscowości Yonago. (3 miejscowości, 1 wioska)